# کلاین روناو
کلاین روناو (به آلمانی: Klein Rönnau) یک شهر در آلمان است که در زگه‌برگ واقع شده‌است. کلاین روناو ۱٬۴۳۴ نفر جمعیت دارد.